# Leuronectes darlingtoni
Leuronectes darlingtoni är en skalbaggsart som beskrevs av Borislav Guéorguiev 1971. Leuronectes darlingtoni ingår i släktet Leuronectes och familjen dykare. Inga underarter finns listade i Catalogue of Life.